# Better (TV-serie)
Better är en brittisk kriminaldramaserie vars första säsong hade premiär den 13 februari 2023. Seriens första säsong bestod av fem avsnitt. Serien är skapad av Jonathan Brackley och Sam Vincent som även svarat för seriens manus.

## Handling
Serien kretsar kring den korrupta polisen Lou som börjar vägra ta order från den lokala brottsherren Col. Men det blir till ett högt pris.

## Rollista i urval
- Leila Farzad - Lou Slack
- Andrew Buchan - Col McHugh
- Samuel Edward-Cook - Ceri Davies
- Zak Ford-Williams - Owen Davies
- Olivia Nakintu - Esther Okoye
- Cel Spellman - Donal McHugh
- Anton Lesser - Vernon Marley
- Carolin Stoltz - Alma McHugh
- Lucy Black - Sandy Mosby
- Moe Bar-El - Artem
- Mark Monero - Curtis "Lord" Roy